# Анино (Волоколамский район)
Анино — деревня в Волоколамском районе Московской области России.
Относится к сельскому поселению Чисменское, до муниципальной реформы 2006 года относилась к Анинскому сельскому округу. Население — 98 чел. (2010).

## Население
| 1852 | 1859 | 1926 | 2002 | 2006 | 2010 |
| ---- | ---- | ---- | ---- | ---- | ---- |
| 156  | ↗162 | ↘98  | ↗112 | ↘108 | ↘98  |

## География
Деревня Анино расположена примерно в 11 км к востоку от центра города Волоколамска. В непосредственной близости от деревни проходят Волоколамское и Новорижское шоссе, а также пути Рижского направления Московской железной дороги. В деревне две улицы — Живописная и Нагорная, один микрорайон, зарегистрировано три садовых товарищества.
Ближайшие населённые пункты — деревня Матрёнино и посёлок при станции Матрёнино. Связана автобусным сообщением с райцентром и посёлком городского типа Сычёво.

## История
На карте Московской губернии 1860 года Ф. Ф. Шуберта — Аннинское (Горюны).
В «Списке населённых мест» 1862 года Аннинское (Горюны) — владельческая деревня 2-го стана Волоколамского уезда Московской губернии на почтовом Московском тракте (из Волоколамска), в 10 верстах от уездного города, при колодце, с 17 дворами и 162 жителями (76 мужчин, 86 женщин).
По данным на 1890 год — центр Аннинской волости Волоколамского уезда, здесь располагалось волостное правление, число душ мужского пола составляло 66 человек.
В 1913 году — 19 дворов, волостное правление, 3 чайных лавки и библиотека-читальня Общества трезвости.
По материалам Всесоюзной переписи населения 1926 года Аннино-Горюны — деревня Иванцевского сельсовета Аннинской волости, проживало 98 жителей (42 мужчины, 56 женщин), насчитывалось 26 крестьянских хозяйств, имелись изба-читальня и библиотека, располагался волисполком.
С 1929 года — населённый пункт в составе Волоколамского района Московской области. В 1972—1994 годах — центр Аннинского сельсовета, в 1994—2006 — центр Аннинского сельского округа.
В Великую Отечественную войну у деревни Анино во время контрнаступления советских войск под Москвой в декабре 1941 года погиб Дмитрий Фёдорович Лавриненко — советский офицер, танковый ас, Герой Советского Союза (1990).

## Достопримечательности
В деревне Анино расположена Братская могила советских воинов, погибших во время Битвы за Москву в 1941—1942 годах. Братская могила имеет статус памятника истории местного значения.